# كلوي سانت ماري
كلوي سانت ماري (بالإنجليزية: Chloé Sainte-Marie)‏ (من مواليد 29 مايو 1962 في كيبيك، كندا) هي ممثلة كندية.ومغنية وناشطة ومتحدثة رسمية باسم شبكة من مقدمي الرعاية الطبيعية في كيبيك.

## روابط خارجية
- كلوي سانت ماري على موقع IMDb (الإنجليزية)
- كلوي سانت ماري على موقع ألو سيني (الفرنسية)
- كلوي سانت ماري على موقع ميوزك برينز (الإنجليزية)
- كلوي سانت ماري على موقع أول موفي (الإنجليزية)
- كلوي سانت ماري على موقع ديسكوغز (الإنجليزية)
- كلوي سانت ماري على موقع قاعدة بيانات الفيلم (الإنجليزية)
- كلوي سانت ماري على موقع كينوبويسك (الروسية)